# Huida hacia la inmortalidad
Huida hacia la inmortalidad: El descubrimiento del océano Pacífico. 25 de septiembre de 1513 es un microrrelato del escritor austríaco Stefan Zweig. El autor recopiló varios de estos breves escritos en su obra Momentos estelares de la humanidad.

## Argumento
Después del descubrimiento de América por Cristóbal Colón, las expediciones al nuevo continente se suceden desde España. En ellas, la búsqueda de oro se convierte en el estímulo de travesías hacia lugares desconocidos por parte de gentes de todo tipo de extracción social que, en su intento de encontrar El Dorado, se tienen que enfrentar a toda clase de adversidades.
Entre diversos personajes (Martín Fernández de Enciso, Diego Colón, Francisco Pizarro, Pedro Arias Dávila) sobresale el de Vasco Núñez de Balboa y su descubrimiento del Mar del Sur (rebautizado Océano Pacífico por Fernando de Magallanes) por los españoles, acontecido en la fecha que da título a la obrita, 25 de septiembre de 1513.